# Isophya brunneri
Isophya brunneri är en insektsart som beskrevs av Retowski 1888. Isophya brunneri ingår i släktet Isophya och familjen vårtbitare. Inga underarter finns listade i Catalogue of Life.